# Штефан Майкснер
Штефан Майкснер (словац. Štefan Maixner, нар. 14 квітня 1968, Братислава) — чехословацький та словацький футболіст, нападник.

## Клубна кар'єра
Вихованець братиславських клубів «Рапід» та «Слован», але на дорослому рівні не грав. У 1989—1990 роках проходив військову службу у клубі «Червена Гвезда» (Братислава), що грала у третьому чехословацькому дивізіоні.
У 1990 році тренер Юрай Сікора взяв його разом із Тібором Янчулою до клубу ДАК (Дунайська Стреда), де він дебютував у вищому дивізіоні країни і згодом сформував успішну атакувальну пару з Паволом Діною. Проте найбільшого успіху він досяг у складі «Слована», до якого приєднався 1992 року. З командою він виграв три титули чемпіона Словаччини та двічі виграв Кубок Словаччини.
У 1998 році перейшов до «Артмедії» (Петржалка), де пізніше грав на позиції захисника, а також був капітаном клубу. Він допоміг клубу виграти Кубок Словаччини у 2004 році та стати чемпіоном країни наступного року.
Завершив кар'єру у друголіговому словацькому клубі ВіОн (Злате Моравце). За свою кар'єру Майкснер провів 309 матчів у найвищих дивізіонах Чехословаччини, Чехії і Словаччини, у яких забив 66 голів.

## Виступи за збірну
26 квітня 1995 року Майкснер дебютував за збірну Словаччини в матчі кваліфікації до чемпіонату Європи 1996 року в Нанті проти Франції (0:4), вийшовши на поле замість Марека Пенкси на 74-й хвилині гри. Загалом за збірну Майкснер провів три матчі.

## Досягнення
- Чемпіон Словаччини (4): 1993/94, 1994/95, 1995/96, 2004/05
- Володар кубка Словаччини (3): 1993/94, 1996/97, 2003/04
- Володар Суперкубка Словаччини (3): 1993, 1994, 1996